# آرثر سكوت كينغ
آرثر سكوت كينغ (بالإنجليزية: Arthur Scott King)‏ (و. 1876 – 1957 م) هو فيزيائي، وعالم فلك، وعالم فيزياء فلكية من الولايات المتحدة الأمريكية. ولد في جيرسيفيل .
توفي في باسادينا، كاليفورنيا، عن عمر يناهز 81 عاماً.